# Калин Ангелов
Вижте пояснителната страница за други личности с името Калин Ангелов.
Калин Ангелов Ангелов е български художник – живописец.

## Биография и творчество
Калин Ангелов е роден на 1 февруари 1969 г. в Ямбол. През 1996 завършва живопис в Университета „Св. св. Кирил и Методий“ във Велико Търново при проф. Николай Русчуклиев и едногодишна специализация по изобразително изкуство при същия професор в 1997 г.
Рисува от тригодишна възраст. След завършването на обучението си, рисува главно живопис на свободна практика в жанровете портрет, автопортрет, жанрова живопис, пейзаж, морски пейзаж, натюрморт. Живописта му е класическа, рисувана главно от натура в близък до импресионизма стил.
Според известния български изкуствовед проф. Максимилиан Киров: „В картините му се вижда свободна работа с цветната маса, която наподобява застинала магма. Като сюжет в някои от тях има съчетание на три елемента – натюрморт, пейзаж и интериор, както при класика на българската живопис Бенчо Обрешков. България скоро ще бъде известна в чужбина с картините на Калин Ангелов“.
От 1999 г. до 2003 г. частна авторска художествена галерия „Аларт“ представя само негови картини на централната улица в гр. Велико Търново „Независимост“ 15. От 2003 г. до 2009 г. има частна авторска художествена галерия „Калин“ на централната улица в гр. Ямбол „Жорж Папазов“ 6.
От 1997 г. до днес има 38 самостоятелни изложби, от които осем в София в престижните галерии: „Витоша“ – три изложби, „Средец“ на Министерството на културата, „Ирида“, „Сезони“ и др., четири във Варна, три във Велико Търново, в Бургас, Пловдив и Русе, участва в много общи художествени изложби в България и чужбина: „Арт експо“ Ню Йорк 2001 г., Министерство на културата на Китай – Пекин 2009 г., Министерство на културата на България – София 2004 г., Биенале „Приятели на морето“ – Бургас 2004 г., Български културен институт – Братислава, Словакия, „Проект 100 гледни точки към Пловдив в Братислава“ – 2019 г. и др.
Голяма част от творбите му се намират в частни колекции в цял свят.